# Cosmologie quantique

La cosmologie quantique décrit l'Univers tout juste après le Big Bang (à gauche).

La cosmologie quantique est une branche spéculative de la cosmologie qui vise à décrire les premiers instants de l'Univers en le considérant comme un objet quantique, c'est-à-dire décrit par les lois de la mécanique quantique et de la théorie quantique des champs. Cette discipline peut être vue comme une branche de la gravité quantique, quoique la connaissance d'une théorie quantique de la gravitation ne soit pas indispensable pour certains résultats de la cosmologie quantique.

## Historique
L'idée d'utiliser un formalisme basé sur une fonction d'onde pour décrire l'Univers tout entier repose sur des travaux de John Wheeler et Bryce DeWitt à la fin des années 1960 (voir Équation de Wheeler-DeWitt). Le sujet s'est surtout développé à partir des années 1980, en particulier grâce aux travaux de Jim Hartle et Stephen Hawking.